# Українсько-узбецькі відносини
Українсько-узбецькі відносини — це двосторонні відносини між Україною та Узбекистаном у галузі міжнародної політики, економіки, освіти, науки, культури тощо.
Дипломатичні відносини України з Узбекистаном встановлено 25 серпня 1992 року.

## Міста-побратими
- Ташкент та  Київ[3]
- Ташкент та  Дніпро[3]
- Самарканд та  Львів
- Зарафшан та  Дарницький район м. Києва